# Live in the Tragic Kingdom
Live in the Tragic Kingdom è un video live pubblicato dal gruppo musicale statunitense No Doubt nel 1997.

## Il video
Il video contiene una registrazione tratta dai concerti svolti presso l'attuale Honda Center di Anaheim (California) il 31 maggio e il 1º giugno 1997.
I concerti promuovevano l'uscita del vendutissimo album Tragic Kingdom.
Il video è uscito in formato VHS per la Interscope Records nel novembre 1997 e in formato DVD nel novembre 2003 (come parte del Boom Box).
La regia è di Sophie Muller, che ha diretto molti video musicali della band.

## Scaletta concerto
1. Tragic Kingdom
2. Excuse Me Mr.
3. Different People
4. Happy Now?
5. D.J.'s (Sublime cover)
6. End It on This
7. Just a Girl
8. The Climb
9. Total Hate
10. Hey You
11. The Imperial March (da L'Impero colpisce ancora)
12. Move On
13. Ghost Town (The Specials cover)
14. Don't Speak
15. Sunday Morning
16. Spiderwebs
17. Ob-La-Di, Ob-La-Da (The Beatles cover)

## Formazione
No Doubt
- Gwen Stefani – voce
- Tom Dumont - chitarra
- Tony Kanal – basso
- Adrian Young – batteria, percussioni